# Prix Eric-Gregory
Le prix Eric-Gregory (en anglais, Eric Gregory Award) est décerné par la Society of Authors afin de récompenser les jeunes poètes britanniques, âgé de moins de 30 ans. Le prix d'une valeur de vingt-quatre mille livres Sterling est décerné chaque année. Il provient d'un legs fait en 1959 par Eric Craven Gregory (en) (également connu sous le nom de Peter Gregory), président de l'éditeur Lund Humphries, à la Society of Authors, pour créer le Eric Gregory Trust Fund au bénéfice et pour l'encouragement des jeunes poètes britanniques.

## Lauréats
- 1960 : Christopher Levenson
- 1961 : Adrian Mitchell, Geoffrey Hill
- 1962 : Donald Thomas, James Simmons, Bryan Johnson, Jenny Joseph
- 1963 : Ian Hamilton, Stewart Conn, Peter Griffith, David Wevill
- 1964 : Robert Nye, Ken Smith, Jean Symons, Ted Walker
- 1965 : John Fuller, Derek Mahon, Michael Longley, Norman Talbot
- 1966 : Robin Fulton, Seamus Heaney, Hugo Williams
- 1967 : Angus Calder, Marcus Cumberlege, David Harsent, David Selzer, Brian Patten
- 1968 : James Aitchison, Douglas Dunn, Brian Jones
- 1969 : Gavin Bantock, Jeremy Hooker, Jenny King, Neil Powell, Landeg E. White
- 1970 : Helen Frye, Paul Mills, John Mole, Brian Morse, Alan Perry, Richard Tibbitts
- 1971 : Martin Booth, Florence Bull, John Pook, D. M. Warman, John Welch
- 1972 : Tony Curtis, Richard Burns, Brian Oxley, Andrew Greig, Robin Lee, Paul Muldoon
- 1973 : John Beynon, Ian Caws, James Fenton, Keith Harris, David Howarth, Philip Pacey
- 1974 : Duncan Forbes, Roger Garfitt, Robin Hamilton, Frank Ormsby, Penelope Shuttle
- 1975 : John Birtwhistle, Duncan Bush, Val Warner, Philip Holmes, Peter Cash, Alasdair Paterson
- 1976 : Stewart Brown, Valerie Gillies, Paul Groves, Paul Hyland, Nigel Jenkins, Andrew Motion, Tom Paulin, William Peskett
- 1977 : Tony Flynn, Michael Vince, David Cooke, Douglas Marshall, Melissa Murray
- 1978 : Ciaran Carson, Peter Denman, Christopher Reid, Paul Wilkins, Martyn A. Ford, James Sutherland-Smith
- 1979 : Stuart Henson, Michael Jenkins, Alan Hollinghurst, Sean O'Brien, Peter Thabit Jones, James Lindesay, Walter Perrie, Brian Moses
- 1980 : Robert Minhinnick, Michael Hulse, Blake Morrison, Medbh McGuckian
- 1981 : Alan Jenkins, Simon Rae, Marion Lomax, Philip Gross, Kathleen Jamie, Mark Abley, Roger Crowley, Ian Gregson
- 1982 : Steve Ellis, Jeremy Reed, Alison Brackenbury, Neil Astley, Chris O'Neill, Joseph Bristow, John Gibbens, James Lasdun
- 1983 : Martin Stokes, Hilary Davies, Michael O'Neill, Lisa St Aubin de Terán, Deidre Shanahan
- 1984 : Martyn Crucefix, Mick Imlah, Jamie McKendrick, Bill Smith, Carol Ann Duffy, Christopher Meredith, Peter Armstrong, Iain Bamforth
- 1985 : Graham Mort, Adam Thorpe, Pippa Little, James Harpur, Simon North, Julian May
- 1986 : Mick North, Lachlan Mackinnon, Oliver Reynolds, Stephen Romer
- 1987 : Peter McDonald, Maura Dooley, Stephen Knight, Steve Anthony, Jill Maughan, Paul Munden
- 1988 : Michael Symmons Roberts, Gwyneth Lewis, Adrian Blackledge, Simon Armitage, Robert Crawford
- 1989 : Gerard Woodward, David Morley, Katrina Porteous, Paul Henry
- 1990 : Nicholas Drake, Maggie Hannan, William Park, Jonathan Davidson, Lavinia Greenlaw, Don Paterson, John Wells
- 1991 : Roddy Lumsden, Glyn Maxwell, Stephen Smith, Wayne Burrows, Jackie Kay
- 1992 : Jill Dawson, Hugh Dunkerley, Chris Greenhalgh, Marita Maddah, Stuart Paterson, Stuart Pickford
- 1993 : Eleanor Brown, Joel Lane, Deryn Rees-Jones, Sean Boustead, Tracey Herd, Angela McSeveney
- 1994 : Julia Copus, Alice Oswald, Steven Blyth, Kate Clanchy, Giles Goodland
- 1995 : Colette Bryce, Sophie Hannah, Tobias Hill, Mark Wormald
- 1996 : Sue Butler, Cathy Cullis, Jane Griffiths, Jane Holland, Chris Jones, Sinéad Morrissey, Kate Thomas
- 1997 : Matthew Clegg, Sarah Corbett, Polly Clark, Tim Kendall, Graham Nelson, Matthew Welton
- 1998 : Mark Goodwin, Joanne Limburg, Patrick McGuinness, Kona Macphee, Esther Morgan, Christiania Whitehead, Frances Williams
- 1999 : Ross Cogan, Matthew Hollis, Helen Ivory, Andrew Pidoux, Owen Sheers, Dan Wyke
- 2000 : Eleanor Margolies, Antony Rowland, Antony Dunn, Karen Goodwin, Clare Pollard
- 2001 : Leontia Flynn, Thomas Warner, Tishani Doshi, Patrick Mackie, Kathryn Gray, Sally Read
- 2002 : Caroline Bird, Christopher James, Jacob Polley, Luke Heeley, Judith Lal, David Leonard Briggs, Eleanor Rees, Kathryn Simmonds
- 2003 : Jen Hadfield, Zoe Brigley, Paul Batchelor, Olivia Cole, Sasha Dugdale, Anna Woodford
- 2004 : Nick Laird, Elizabeth Manuel, Abi Curtis, Sophie Levy, Saradha Soobrayen
- 2005 : Melanie Challenger, Carolyn Jess, Luke Kennard, Jaim Smith
- 2006 : Fiona Benson, Retta Bowen, Frances Leviston, Jonathan Morley, Eoghan Walls
- 2007 : Rachel Curzon, Miriam Gamble, Michael McKimm, Helen Mort, Jack Underwood
- 2008 : Emily Berry, Rhiannon Hooson, James Midgley, Adam O'Riordan, Heather Phillipson
- 2009 : Liz Berry, James Brookes, Swithun Cooper, Alex McRae, Sam Riviere
- 2010 : Phil Brown, Matthew Gregory, Sarah Howe, Abigail Parry, Ahren Warner
- 2011 : Niall Campbell, Tom Chivers, Holly Hopkins, Martin Jackson, Kim Moore
- 2012 : Sophie Baker, Joey Connolly, Holly Corfield Carr, Caleb Klaces, Rachael Nicholas, Phoebe Power, Jon Stone
- 2013 : John Clegg, Kate Gething-Smith, Matt Haw, Oli Hazzard
- 2014 : Sophie Collins, Emily Hasler, Martha Sprackland, Chloe Stopa-Hunt, David Tait
- 2015 : Rowan Evans, Miriam Nash, Padraig Regan, Stewart Sanderson, Andrew Wynn Owen
- 2016 : Sam Buchan Watts, Dom Bury, Jen Campbell, Alex MacDonald, Andrew McMillan